# Cerro Aguja Sur
El cerro Aguja Sur es un cerro de la cordillera de los Andes ubicado en la provincia del Chubut, Argentina y región de Los Lagos, Chile. Tiene unos 2298 m s. n. m., formando una de las mayores elevaciones de la zona, como así también uno de los puntos extremos de la provincia del Chubut.
Producto del deshielo, en las laderas del cerro nace el arroyo Aguja, que aporta sus aguas al lago Puelo. Además, se lo denomina Aguja Sur para diferenciarlo del Aguja Norte de 1964 m s. n. m.